# Ангелы-хранители (фильм)
«Ангелы-хранители» (англ. Watchers) — канадский научно-фантастический фильм ужасов 1988 года режиссёра Джона Хесса с Кори Хэймом, Майклом Айронсайдом, Барбарой Уильямс и Лалой Слоутман в главных ролях. Экранизация одноимённого романа, автор которого Дин Рэй Кунц.

## Сюжет
В секретной исследовательской лаборатории происходит взрыв, который вызвал сильный пожар. Мутировавший монстр, известный как OXCOM (Outside Experimental Combat Mammal), сбегает и начинает преследовать золотистого ретривера, который так же сбежал из этой же лаборатории. В тот момент, когда Трэвис Корнелл (Кори Хаим) со своей девушкой Трейси (Лала Слоутман) находились в сарае, раздался шум. Думая, что это отец Трейси, Трэвис уходит. Трейси обнаруживает зверя и кричит, призывая отца на помощь. Тем временем Трэвис находит собаку на заднем сиденье своей машины.
На следующее утро мать Трэвиса сообщает ему, что произошел несчастный случай и что Трейси находится в больнице. Трэвис и его мать спешат в больницу, но агент Джонсон и его напарник не позволяют им увидеться с ней. Трэвис оставляет собаку дома, но мать Трэвиса недовольна этим и тогда Трэвис демонстрирует ей уровень интеллекта собаки.
Тем временем OXCOM убивает троих друзей Трэвиса и сбивает собаку, но ветеринары спасают её. Агент Джонсон, который оказывается третьим экспериментом корпорации, генно-инженерным убийцей, продолжает следить за Трэвисом и собакой. В лесу Джонсон нападает на Трэвиса, но Трэвис убивает его. Трэвис, его мать, Трейси и собака уезжают на старом грузовике.

## В ролях
| Актёр            | Роль             |
| ---------------- | ---------------- |
| Кори Хэйм        | Трэвис Корнелл   |
| Лала Слоатман    | Трэйси           |
| Майкл Айронсайд  | Лем Джонсон      |
| Барбара Уилльямс | Нора Корнелл     |
| Дэйл Уилсон      | Билл Кишан       |
| Блу Манкума      | Клифф            |
| Колин Уинтон     | Офицер Портер    |
| Дункан Фрэйзер   | Шериф Уолт Гейнс |
| Кристфоер Кэри   | Ведущий новостей |
| Грэм Кэмпбэлл    | Мужчина в лодке  |
| Дэн О’Доуд       | Репортёр         |

## Производство
Первоначально Пол Хаггис был нанят для написания сценария к фильму. Когда разразилась забастовка гильдии сценаристов, Хаггис отказался продолжать писать во время забастовки. Сценарий был переписан канадским продюсером Дэмианом Ли, и Хаггис настоял на том, чтобы Дэмиан Ли взял на себя ответственность за свою работу.
Первоначально главную роль предлагали Джои Креймеру, который отказался, так как на тот момент учился в старшей школе.

## Выпуск
В декабре 1988 года фильм был выпущен ограниченным тиражом в США киностудией Universal Pictures. В прокате США он собрал 940 173 доллара. В Италии фильм был показан лишь 23 мая 1990 года, а в кинотеатрах вышел 13 июня 1990 года.
В 1989 году фильм был выпущен на VHS и LaserDisc компанией International Video Entertainment.
В 2003 году Artisan Entertainment выпустила фильм вместе с его продолжением Наблюдатели 2 на DVD.

## Приём

### Сборы
Фильм собрал в прокате США 940 173 доллара.

### Критика
Фильм в основном получил отрицательные отзывы. Кинокритик Леонард Малтин присвоил фильму полторы звезды из четырёх, назвав его «ужасным», а монстра фильма «нелепым».

### Награды[6]
- 1990 — Премия Сатурн
  - Номинация на лучшую мужскую роль (Кори Хэйм)
- 1990 — Кинофестиваль «Фантаспорту»
  - Номинация на лучший фильм

## Сиквелы
Хотя у романа Кунца нет продолжения, продюсер Роджер Корман сделал три продолжения фильма: «Наблюдатели 2» (1990), «Наблюдатели 3» (1994) и «Наблюдатели: Возрождение» (1998).